# Liste der Monuments historiques in La Loge-aux-Chèvres
Die Liste der Monuments historiques in La Loge-aux-Chèvres führt die Monuments historiques in der französischen Gemeinde La Loge-aux-Chèvres auf.

## Liste der Objekte
| Bezeichnung                       | Beschreibung                                                          | Standort                        | Kennzeichnung | Schutzstatus | Datum | Bild |
| --------------------------------- | --------------------------------------------------------------------- | ------------------------------- | ------------- | ------------ | ----- | ---- |
| Expositionsnische                 | Eichenholz, vergoldet, 17. Jahrhundert                                | in der Kirche St-Antoine (Lage) | PM10004452    | Inscrit      | 1976  |      |
| Gemälde Heiliger Antonius         | Ölfarbe auf Leinwand, 17. Jahrhundert (?); nach Hieronymus Wierix     | in der Kirche St-Antoine (Lage) | PM10004454    | Inscrit      | 1976  |      |
| Skulptur eines heiligen Abts      | Kalkstein, einfarbig gefasst, Ende des 16. Jahrhunderts               | in der Kirche St-Antoine (Lage) | PM10001054    | Classé       | 1959  |      |
| Kruzifix                          | Holz, farbig gefasst, 17. Jahrhundert                                 | in der Kirche St-Antoine (Lage) | PM10004456    | Inscrit      | 1976  |      |
| Skulptur Heiliger Eligius         | Kalkstein, einfarbig gefasst, 16. Jahrhundert                         | in der Kirche St-Antoine (Lage) | PM10001053    | Classé       | 1913  |      |
| Prozessionsstab Heiliger Antonius | Holz, vergoldet, 19. Jahrhundert                                      | in der Kirche St-Antoine (Lage) | PM10004453    | Inscrit      | 1976  |      |
| Taufbecken                        | Kalkstein, bezeichnet 1559                                            | in der Kirche St-Antoine (Lage) | PM10001055    | Classé       | 1977  |      |
| Sessel                            | Holz, Stoff, zweite Hälfte des 18. Jahrhunderts                       | in der Kirche St-Antoine (Lage) | PM10001056    | Classé       | 1977  |      |
| Gemälde Auferstehung Christi      | Ölfarbe auf Leinwand, 18. Jahrhundert                                 | in der Kirche St-Antoine (Lage) | PM10004455    | Inscrit      | 1976  |      |
| Skulptur Heilige Margaretha       | Kalkstein, einfarbig gefasst und vergoldet, Ende des 16. Jahrhunderts | in der Kirche St-Antoine (Lage) | PM10003166    | Classé       | 1959  |      |
| Skulptur Heiliger Antonius        | Kalkstein, einfarbig gefasst und vergoldet, 16. Jahrhundert           | in der Kirche St-Antoine (Lage) | PM10003167    | Classé       | 1959  |      |